# Mircea-Dimitrie Rațiu
Mircea-Dimitrie Rațiu (n. 11 octombrie 1923, Turda – d. 2 septembrie 2011, Turda) a fost om de știință român, inginer, doctor în științe tehnice, Profesor onorific al Universității Politehnica din Timișoara, frate al politicianului Ion Rațiu.

## Originea și studiile
Descendent al Familiei Rațiu de Nagylak (Noșlac) din Turda, atestată în Transilvania la începutul sec. al XIV-lea și reînnobilată în anul 1625 de către principele Gabriel Bethlen. A fost fiul lui Augustin și Eugenia Rațiu de Nagylak (Noșlac), fratele deputatului Ion Rațiu, nepot al Protop. Nicolae Rațiu și strănepot pe linie maternă al lui Ion Codru-Drăgușanu, eroul și autorul „Peregrinului transilvan”. 
A studiat la Turda, Berlin (Construcții de mașini navale, Școala Politehnică Berlin-Charlottenburg, 1943) și Timișoara. A fost primul inginer din familia Rațiu din Turda. Pe timpul liceului la Turda a avut preocupări literare și a publicat câteva eseuri. A fost absolvent al Facultății de Electromecanică, Școala Politehnică, Timișoara, 1948. În Institutul Politehnic a fost: asistent stagiar (preparator), 1948; asistent titular, 1949; șef de lucrări, 1951; cel mai tânăr conferențiar, 1954 și conducător de doctorat, 1968.

## Activitatea științifică și profesională
A avut parte de o viață foarte zbuciumată. Pe timpul studiilor la Berlin a fost anchetat de Gestapo datorită poziției antifasciste a unchiului său, fostul ambasador Viorel Tilea și a fratelui său Ion-Iancu, crainic la Radio Londra (BBC), refugiați politici în Anglia. A fost expulzat în România unde a fost anchetat de către Serviciul Siguranței Statului și pus sub urmărire.
După 1948 a fost anchetat de repetate ori, supravegheat și hărțuit permanent de Securitatea din Timișoara. 
Din considerente politice, descendență socială și familială, a fost marginalizat și izolat. Împreună cu soția sa Rodica, profesoară la Facultatea de Muzică, au adoptat o atitudine de rezistență pasivă pentru a putea traversa urgia stalinistă și comunistă.
A fost tratat ca un proscris atât în regimul de dictatură militară cât și în regimul comunist. 
Deși apreciat în plan profesional, a fost înlăturat de două ori din universitate, 1951 și 1957 și i-a fost respinsă cererea de înscriere la doctorat pe motive politice, 1955. Totuși fiind competent profesional, lucrează ca inginer proiectant la IPROM, la Laboratorul de Metrologie, unde contribuie semnificativ la ridicarea acestuia la nivelul standardelor internaționale, la Baza de cercetări științifice a Academiei Române și ulterior la Institutul de Sudură și Încercări de Materiale (ISIM) din Timișoara.
În semn de recunoaștere a realizărilor sale în domeniul metrologiei, este admis la doctorat în 1961, este decorat cu ordinul Meritul Științific clasa a III-a și primește diploma de excelență pentru contribuții remarcabile la dezvoltarea metrologiei, 1966.
Obține titlul de doctor în științe tehnice în anul 1966. În 1970 devine șeful Secției de oboseală și ruperi fragile a Bazei Academice, iar apoi director adjunct științific al ISIM.
S-a remarcat în rezolvarea problemelor de rezistență la fisuri a structurilor din oțel sudate utilizate la construcția Podului Giurgeni-Vadu Oii. A fost decorat cu Ordinul Muncii clasa a III-a, 1972.

## Exilul
Urmare a cererilor insistente adresate forurilor din țară și din străinătate pentru continuarea studiilor doctorale, cei doi fii, Tudor-Ștefan și Ioan-Mircea, au fost expulzați în SUA și își pierd cetățenia. Consecvent idealurilor de dreptate și democrație, moștenite din familie, în anul 1975 refuză să-și retragă reclamația înaintată Ministerului Învățământului și la UNESCO privind discriminarea pe criterii politice a candidaților la admiterea la doctorat în România. Este retrogradat profesional, dar continuă activitatea până în anul 1978, când datorită intensificării presiunilor organelor represive, este obligat să se expatrieze împreună cu soția. Se stabilește în SUA, Oakland, California. În 1983 obține cetățenia americană. În SUA lucrează ca inginer angajat în domeniul siguranței seismice a centralelor termo-nucleare până la pensionare, 1994. În perioada 1994-2007 este specialist consultant pentru reabilitarea structurilor sudate la centralele termo-nucleare.

## Repatrierea
După 1989, în semn de reparație morală, îi sunt recunoscute în țară meritele științifice și profesionale. I-a fost conferit titlul de Profesor Onorific al Universității Politehnica din Timișoara, 1994, este desemnat Membru de onoare al Asociației de Sudură din România (ASR)[nefuncțională]
 și este distins cu Medalia Academician Corneliu Miklosi, cea mai mare distincție a ASR, 2003.[nefuncțională]

În anul 2006 este ales membru de onoare al Academiei de Științe Tehnice din România (ASTR) Arhivat în 4 martie 2016, la Wayback Machine..
A publicat peste 150 articole și lucrări în reviste de specialitate și în volumele unor conferințe din țară și străinătate. A publicat în calitate de autor sau coautor șapte cărți. Este autorul a șase patente de invenții în domeniul rezistenței materialelor și metrologiei.
Pe plan internaținal este considerat „inițiatorul analizei anelastice în: validarea operabilității instalațiilor sub presiune și a sclerometriei în metrologia încercărilor de materiale.”
În SUA a fost foarte activ în rândul comunității românești. A fost membru fondator și director onorific al Ziarului MIORIȚA USA Arhivat în 19 noiembrie 2013, la Wayback Machine.. Patriot român autentic, creștin greco-catolic, a promovat cultura românească și prietenia cu alte națiuni. Contactat de către unele cercuri maghiare din S.U.A. pentru sustinerea separării Transilvaniei de România, le-a răspuns indignat: „Cum adică? Să-i propui chiar unui Rațiu așa ceva?!”
S-a repatriat împreună cu soția în orașul natal Turda în anul 2007, împlinind vechiul legământ al familiei Rațiu de a reveni în Ardealul strămoșilor. După revenirea în țară, deși grav bolnav, s-a implicat în refacerea mormintelor familiei, ridicarea a trei noi monumente ctitorilor bisericii familiale din Turda Veche, reașezarea pisaniei, edificarea unui monument și dezvelirea unei plăci în memoria lui Basiliu Rațiu la Blaj. 
Este înmormântat în parcela din Cimitirul Bisericii Rățeștilor “Adormirea Maicii Domnului” din Turda Veche, rezervată membrilor familiei Rațiu.

## Galerie de imagini

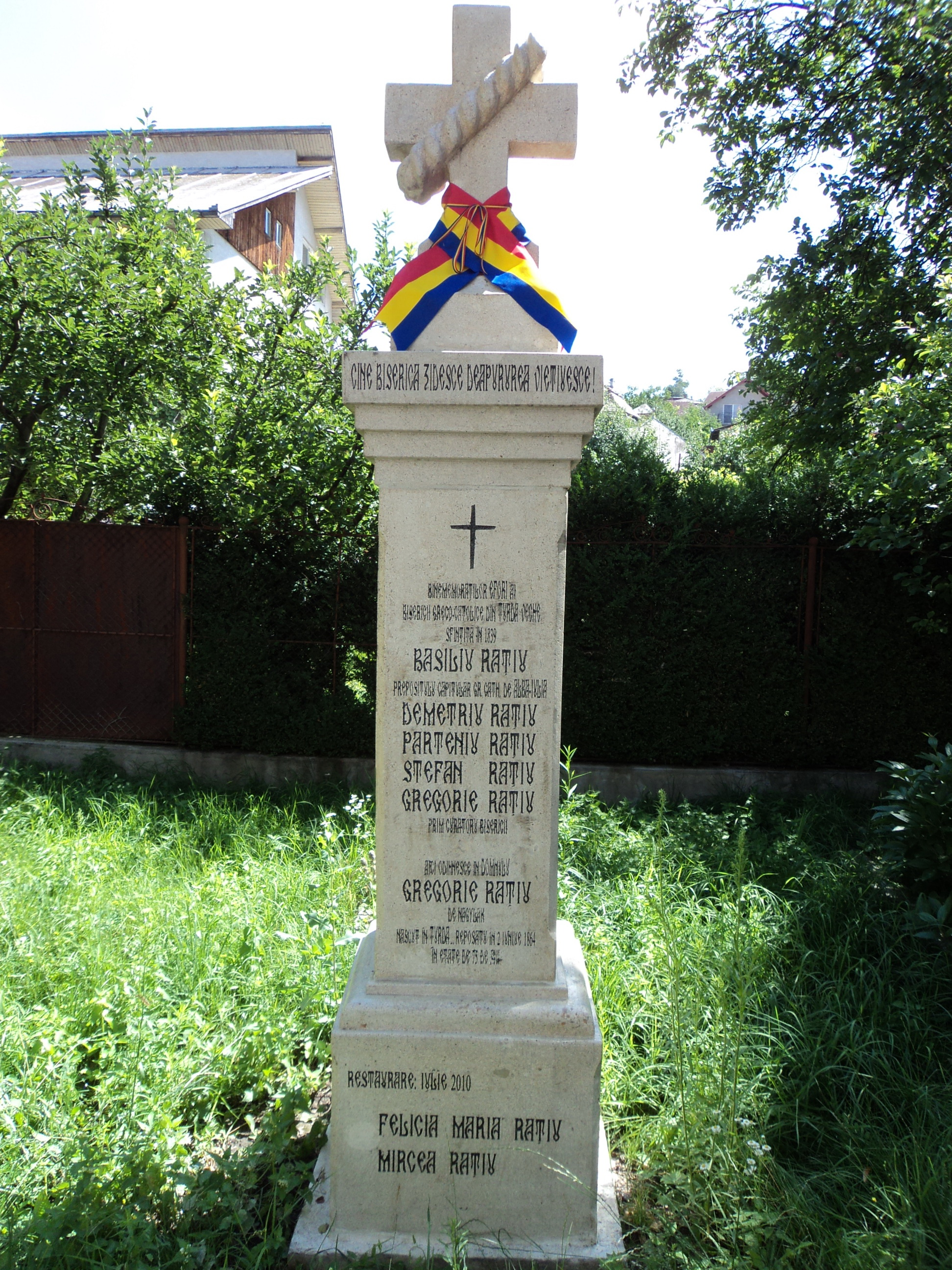
Monumentul ctitorilor Bisericii Rățeștilor, Turda
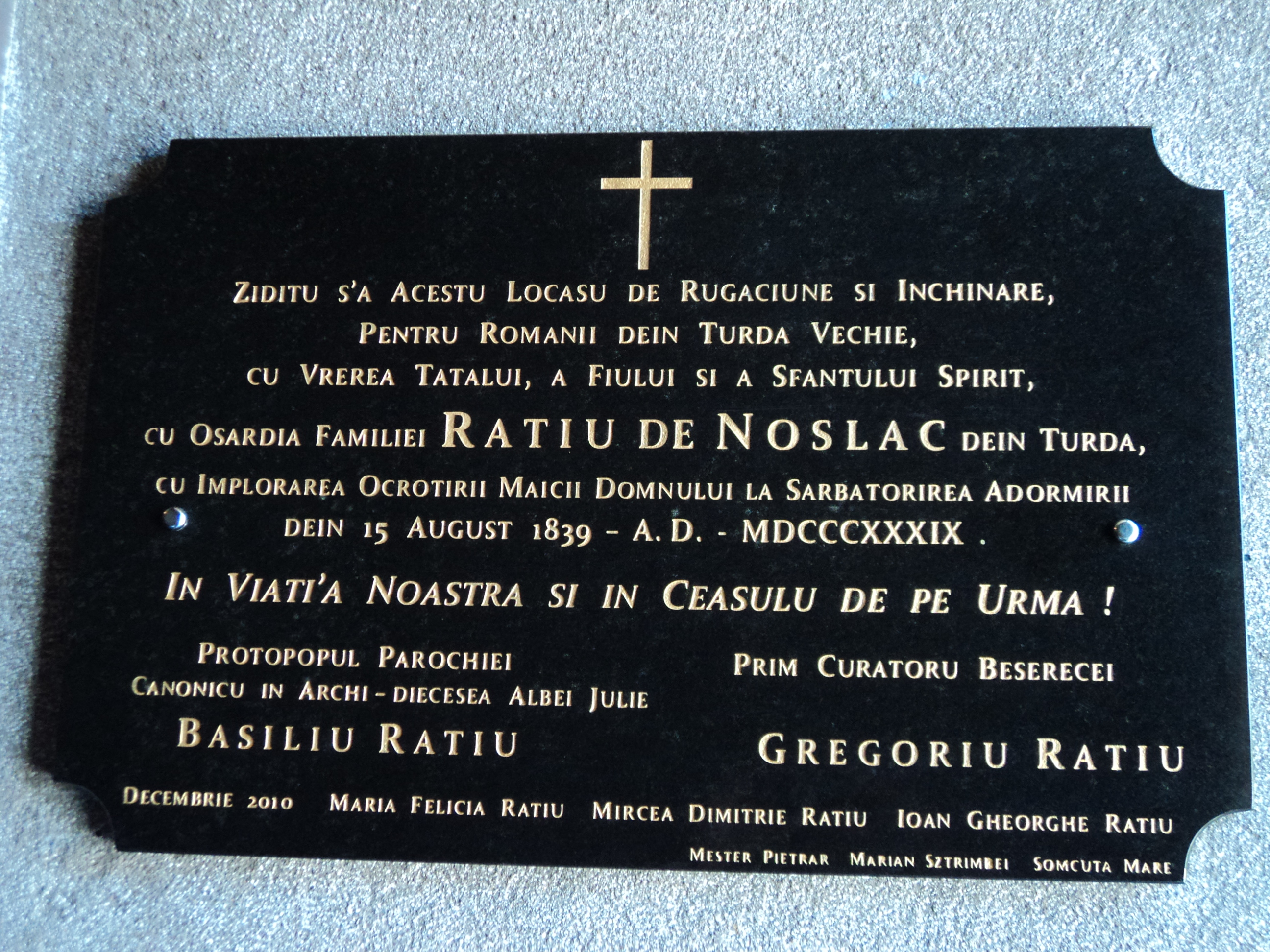
Pisania Bisericii Rățeștilor, Turda
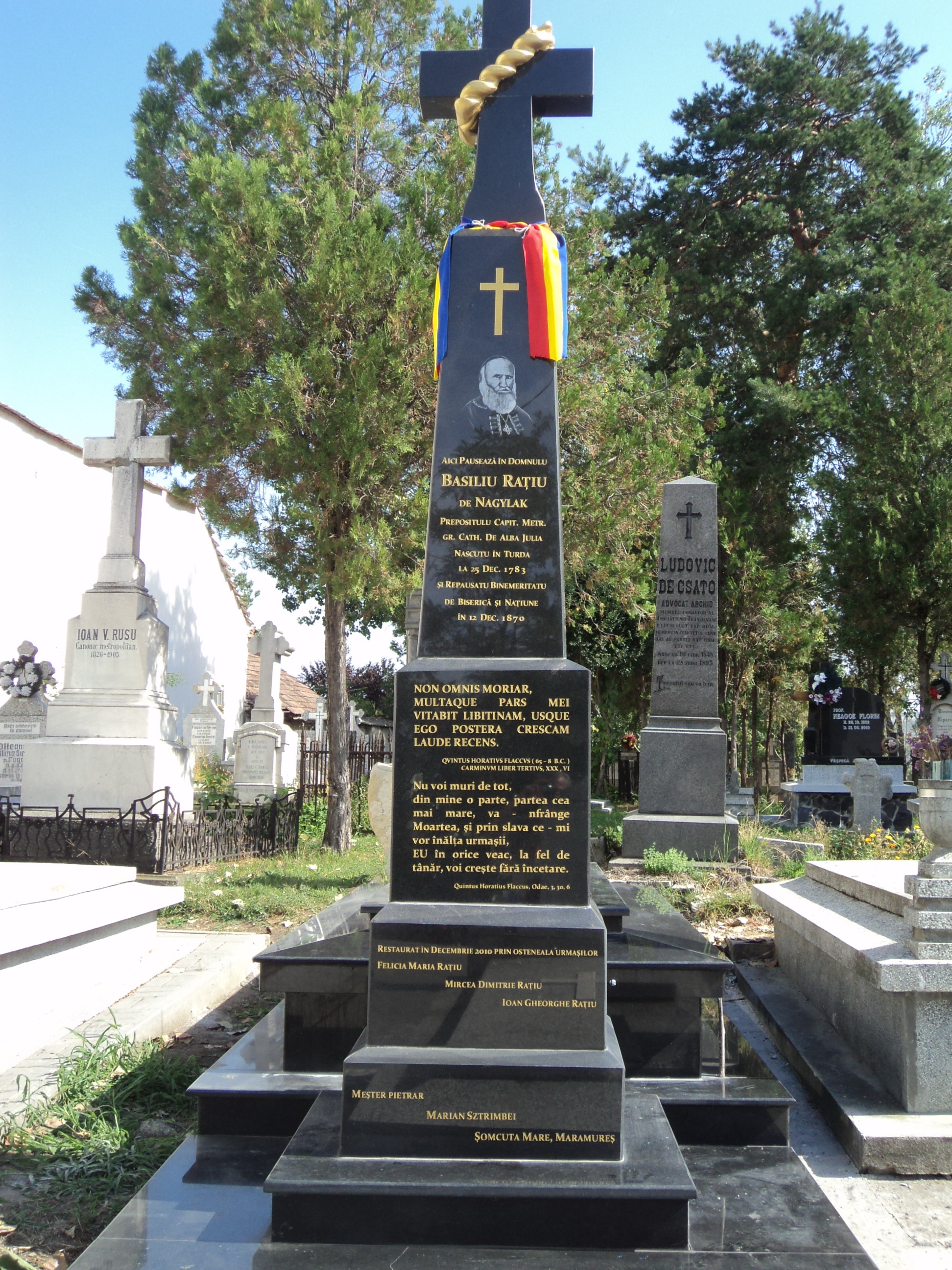
Monumentul lui Basiliu Rațiu, Blaj
Basiliu Rațiu, Placă memorială, Institutul de Teologie Greco-Catolică, Blaj
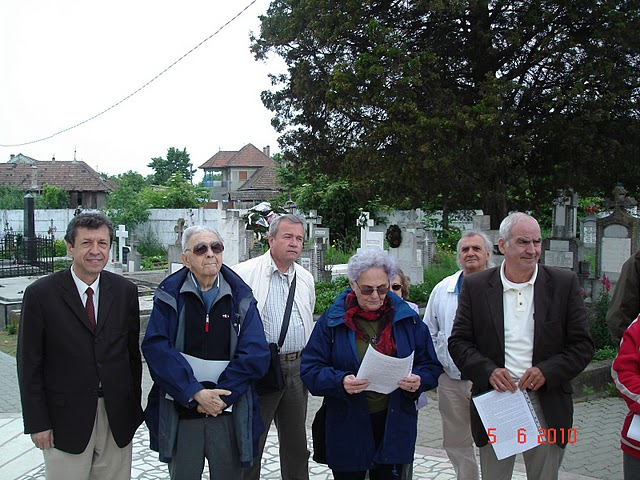
Mircea Rațiu, vizită la Biserica din Teiuș
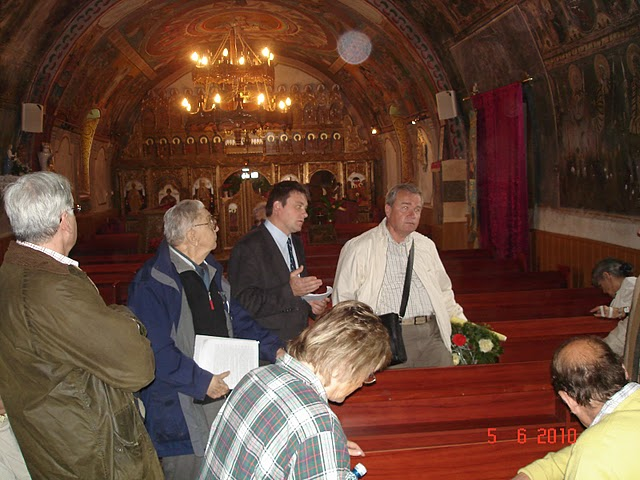
Mircea Rațiu, vizită în Biserica din Teiuș
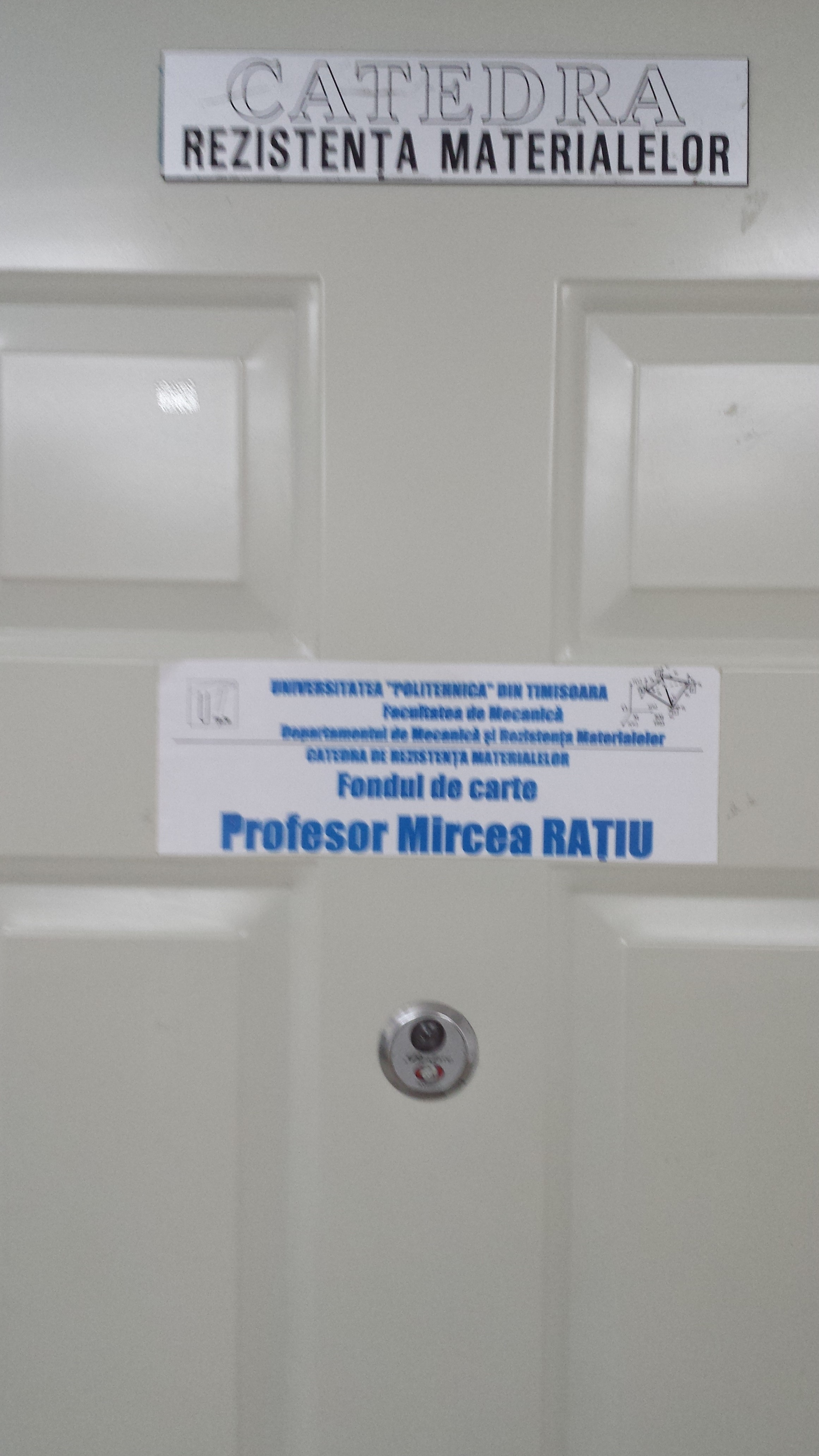
Fondul de carte, Prof. Mircea Dimitrie Ratiu, Universitatea Politehnica Timisoara
- Marele Arbore Genealogic al Familiei Ratiu de Noslac (Nagylak), fond pergament, actualizat la data de 20.09.2023